# Tournoi de tennis de Pittsburgh

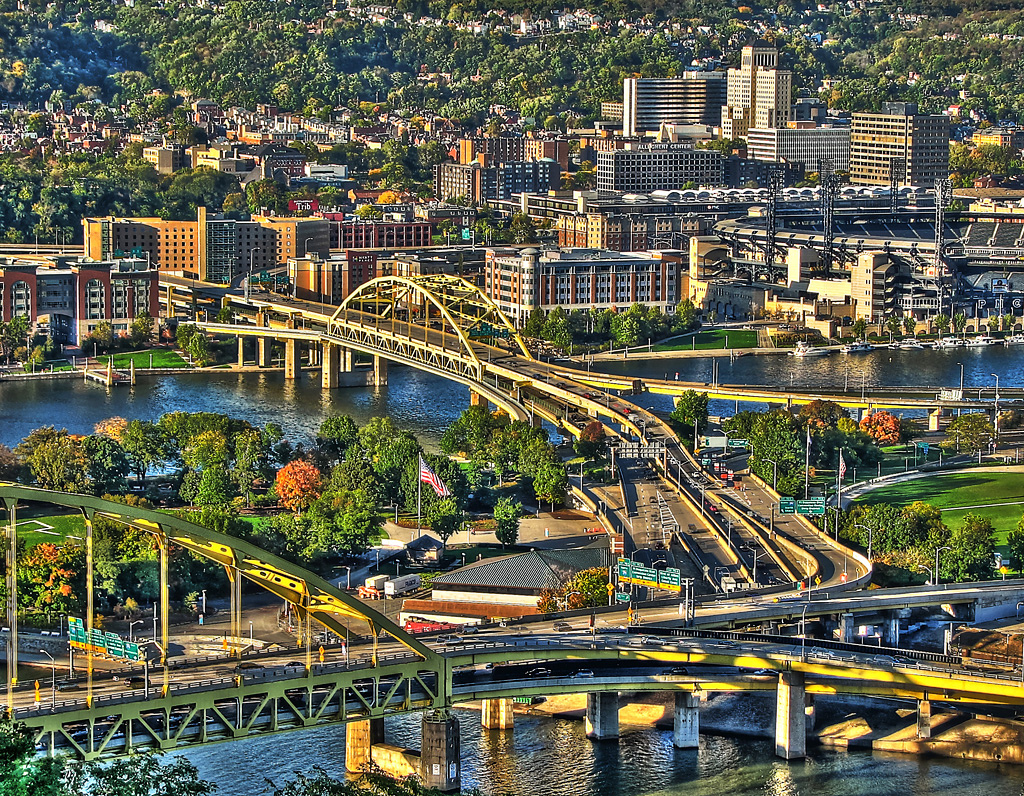
Nous avons traversé les rivières Monongahela et Allegheny jusqu'au centre-ville de Pittsburgh sur ces ponts. J'ai pris la photo du mont .Washington.

Le tournoi de Pittsburgh (Pennsylvanie, États-Unis) est un tournoi de tennis féminin du circuit professionnel WTA.
L'épreuve a été organisée à quatre reprises entre 1979 et 1984.

## Palmarès

### Simple
| No | Date       | Nom et lieu du tournoi                           | Catégorie   | Dotation | Surface         | Vainqueure           | Finaliste        | Score         |         |
| -- | ---------- | ------------------------------------------------ | ----------- | -------- | --------------- | -------------------- | ---------------- | ------------- | ------- |
| 1  | 10-09-1979 | Womens Open Greater Pittsburgh, Pittsburgh       |             | 35 000 $ | NC              | Sue Barker           | Renée Richards   | 6-3, 6-1      | Tableau |
| 2  | 25-01-1982 | Avon Futures of Western Pennsylvania, Pittsburgh | Futures     | 40 000 $ | Moquette (int.) | Claudia Kohde-Kilsch | Eva Pfaff        | 6-4, 6-0      | Tableau |
| 3  | 07-03-1983 | Ginny of Pittsburgh, Pittsburgh                  |             | 50 000 $ | Moquette (int.) | Ginny Purdy          | Cláudia Monteiro | 6-2, 7-5      | Tableau |
| 4  | 23-01-1984 | Ginny of Pittsburgh, Pittsburgh                  | VS Tour C1+ | 50 000 $ | Moquette (int.) | Andrea Leand         | Pascale Paradis  | 0-6, 6-2, 6-4 | Tableau |

### Double
| No | Date       | Nom et lieu du tournoi                          | Catégorie   | Dotation | Surface         | Vainqueures                           | Finalistes                      | Score    |         |
| -- | ---------- | ----------------------------------------------- | ----------- | -------- | --------------- | ------------------------------------- | ------------------------------- | -------- | ------- |
| 1  | 10-09-1979 | Womens Open Greater Pittsburgh Pittsburgh       |             | 35 000 $ | NC              | Sue Barker Candy Reynolds             | Bunny Bruning Jane Stratton     | 6-3, 6-2 | Tableau |
| 2  | 25-01-1982 | Avon Futures of Western Pennsylvania Pittsburgh | Futures     | 40 000 $ | Moquette (int.) | Marjorie Blackwood Susan Leo          | Brenda Remilton Sue Saliba      | 6-0, 6-3 | Tableau |
| 3  | 07-03-1983 | Ginny of Pittsburgh Pittsburgh                  |             | 50 000 $ | Moquette (int.) | Candy Reynolds Paula Smith            | Iwona Kuczyńska Trey Lewis      | 6-2, 6-2 | Tableau |
| 4  | 23-01-1984 | Ginny of Pittsburgh Pittsburgh                  | VS Tour C1+ | 50 000 $ | Moquette (int.) | Christiane Jolissaint Marcella Mesker | Anna Maria Fernández Trey Lewis | 7-6, 6-4 | Tableau |